# سيستو الريغينة
سيستو الريغينة هي كومونا تقع في مقاطعة بوردينوني في منطقة فريولي فينيسيا جوليا الإيطالية، وتبعث في سهل فريوليان فينيسيا السفلي حوالي 80 كيلو متر (50ميل) شمال غرب تريست وحوالي 20كيلو متر (12ميل) جنوب شرق بوردينوني.
يحد سيستو الريغينة البلديات التاليه: شيون، سينتوكاوماجيوري، كوردوفادو، جروارو، موسانو آل تاليامنتو، سان فيتو آل تاليامنتو.

## المعالم السياحية الرئيسية
- دير سانتا ماريا في سيلفيس، وهو دير بندكيتني مبني في القرن الثامن.
- etian من القرن الثامن عشر
- ello.[3]
- فيلا فريشي، فيلا البندقية من القرن الثامن عشر في جهة رامو سكيلو.[4]
- كنيسة جميع القديسين، كنيسة أبرشية من عام 1300 واقعه في بانيارولا.
- نافورة فينشياريدو هو مكان أدبي في فريولي، احتفل به الكاتب الإيطالي ايبوليتو نيفو، واعاد اكتشافها الشاعر الإيطالي بيير باولو باسوليني
- كنيسة القديس بطرس، وهي في الأصل كنيسة صغيره من العصور الوسطى مع لوحة جداريه من القرن الخامس عشر تصور مريم العذراء، ويسوع، والقديس سيباستيان.
- كنيسة القديس أنتوني بادوا الصغيرة (سيستو الريغينة) وهي كنيسة كاثوليكية تقع في ملكية خاصه.

## روابط خارجية
- الموقع الرسمي